# عمل المجال الجوي على التدخين والصحة
منظمة الإجراءات الجوية بشأن التدخين والصحة (جمعية حقوق غير المدخنين في المجال الجوي سابقا) هي منظمة تطوعية لمكافحة التبغ في المقاطعة الكندية «كولومبيا البريطانية».
تأسست جمعية حقوق غير المدخنين في المجال الجوي بداية  في مدينة فيكتوريا في أواخر السبعينيات من القرن العشرين، ونجحت في نضالها من أجل تقرير إحدى أول اللوائح في النظام الكندي الداخلي بشأن الحد من التدخين. انتقل «ديل جاكمان»، الذي كان آنذاك سكرتير منظمة فيكتوريا، إلى فانكوفر عام 1984، فأنشأ مع «نورم جيلان» فرع منظمة الإجراءات الجوية في فانكوفر وكان جاكمان أول مدير تنفيذي لها، ثم دمج «جاكمان» منظمتي «فيكتوريا» و«نامايمو» (اللتين يديرهما ايرول بوفا) وشكّل ما أصبح الآن منظمة المجال الجوي على مستوى المقاطعة.
الرؤساء والمدراء التنفيذيون لمنظمة المجال الجوي هم «جاكمان»، و«ديبورا ووثرسبون»، و"Jerry Steinberg"، و"Robert Broughton (activist)" (ناشط)، و«هيذر ماكينزي»، و«بوفاه»، على التوالي.
أحد مظاهر منظمة المجال الجوي هو تبنيها المبكر لتقنية الحاسوب لتسهيل  أعمالها النشطة، ولعل منظمة المجال الجوي كانت أول منظمة تستخدم نظام لوحة البيانات (BBS)، وكذلك كانت إحدى أول منظمات هذا المجال التي لها موقع ألكتروني. بعض لقطات الشاشة لنسخة مبكرة من الموقع ظهرت في وثائق داخلية لشركة «فيليب موريس» الأمريكية لصناعة التبغ والسجائر.
«ملك الموت» أو «حاصد الأرواح» هو الشخصية العامة للمنظمة، والذي تستخدمه لخلق أحد أشكال مسرح الشارع في الحملات الترويجية للتبغ.
وفي عام 1993، أعلنت الحكومة الجديدة للحزب الديمقراطي في ذلك الوقت لوائح لمنع بيع السجائر للأطفال. ونظمت منظمة المجال الجوي نشاطا رقابيا على ذلك. فرافق عشرة من متطوعي المجال الجوي خمسة شبان تتراوح أعمارهم بين 12 و 16 عاما حاولوا شراء السجائر، فزاروا ما مجموعه 65 من بائعي التبغ، 43% منهم كانوا على استعداد لبيع السجائر لمن هو تحت السن النظامي. هذا المجهود لاقى صدى كبيرا في الصحافة، فضغط عضو برلمان المقاطعة «فريد راندال» من أجل تطبيق إجراءات أكثر صرامة مثل زيادة الغرامات والتوقيف. وبدأت حكومة المقاطعة في إجراء الرقابة  بنفسها لقياس مدى فعالية هذا المجهود.

## انظر ايضاً
Tobacco control

## روابط خارجية
http://airspace.bc.ca/
http://www.grimreaper.org/
1. ↑  نص الوصلة، نص إضافي. نسخة محفوظة 2020-05-19 على موقع واي باك مشين.